# مقاطعة كلينتون (إلينوي)
مقاطعة كلينتون (بالإنجليزية: Clinton County)‏ هي إحدى المقاطعات في ولاية إلينوي في الولايات المتحدة الأمريكية.